# 大竹伸明
大竹 伸明（おおたけ のぶあき）は、日本の実業家、コンサルタント。PwCコンサルティング代表執行役 CEO。

## 人物・経歴
東京都出身。1991年に早稲田大学商学部を卒業後、プライスウォーターハウスコンサルティング入社。2014年にPwCコンサルティングパートナー、主に、戦略策定支援から業務変革（バックオフィス、フロントオフィス系業務）、PMO案件まで多岐にわたるタイプの案件に従事した。2018年に常務執行役、2020年よりPwCコンサルティング代表執行役 CEOに就任した。
代表就任後は、AIなどデジタルテクノロジーを活用した経営変革、技術投資、働き方改革、人材育成、サプライチェーンのレジリエンス強化、ESG投資拡大などを推進した。
社会貢献活動の一環として、PwCコンサルティング合同会社にとって初めての現代アート展「How to face our problems」を開催した。
2024年7月より、PwCコンサルティング会長に就任する。

## 出演
ラジオ
- CLUB CEO（2024年3月31日、InterFM897）[6]